# Silvium
Silvium è un sito archeologico dell'Apulia, nell'attuale Gravina in Puglia, in Italia.
È stata una stazione romana della Via Appia, le cui rovine sono visitabili all'interno del parco archeologico del Botromagno. Numerosi reperti sono esposti presso il museo della fondazione Pomarici Santomasi a Gravina in Puglia, al British Museum di Londra e al museo archeologico nazionale di Taranto. 
Il centro, edificato sulla collina del Botromagno, al di là della gravina rispetto al centro storico più recente (poi edificato a partire dal Medioevo, con il progressivo spostamento degli abitanti dall'altra parte della depressione), raggiunse una considerevole estensione testimoniata dal ritrovamento dei resti della città e di tombe, frammenti di vasi (anche dipinti), strade lastricate e pozzi per la conservazione delle acque.